# کاستلتو مرلی
کاستلتو مرلی (به ایتالیایی: Castelletto Merli) یک کومونه در ایتالیا است که در استان آلساندریا واقع شده‌است.

## خصوصیات
کاستلتو مرلی ۱۱٫۸ کیلومترمربع مساحت و ۴۹۹ نفر جمعیت دارد.